# Francesc Piferrer Montells

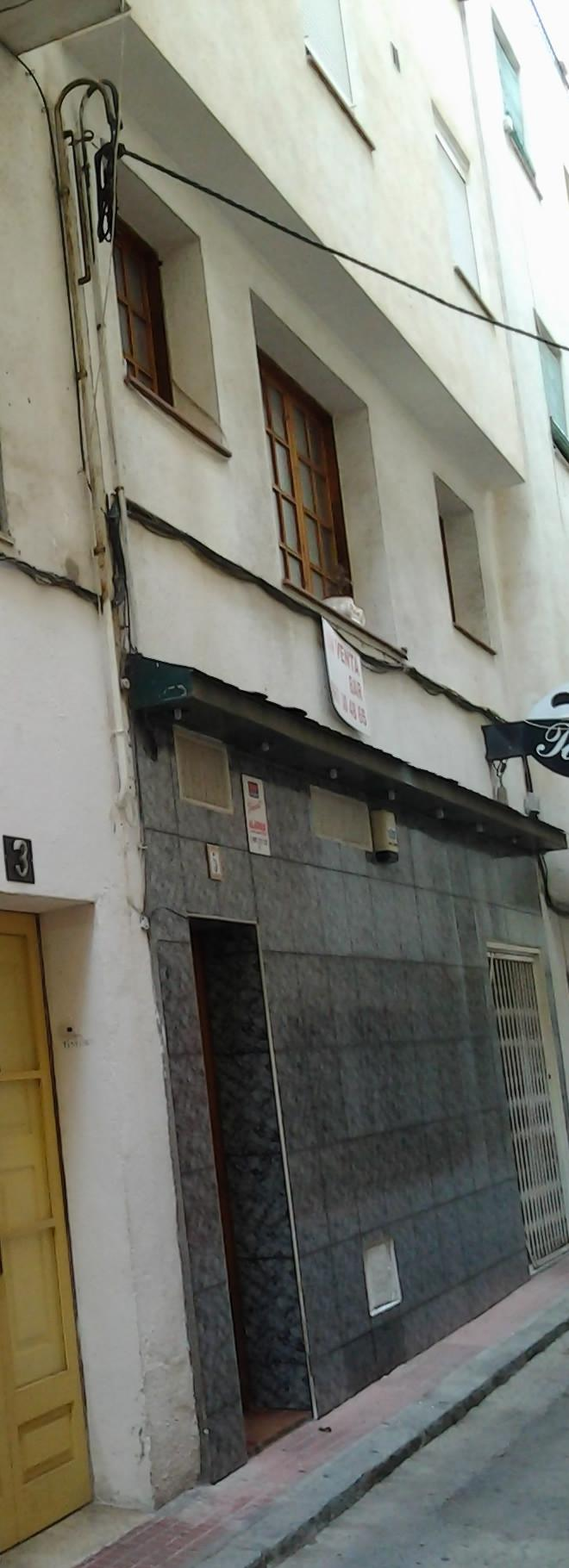
Casa natal de Francesc Piferrer Montells, al carrer Santa Teresa, 5 de Lloret de Mar

Francesc Piferrer Montells (Lloret de Mar, 31 de març de 1813 – ?, 14 de maig de 1863) fou un escriptor, heraldista, professor i editor lloretenc que va residir la major part de la seva vida a França i a Madrid.

## Biografia
Va néixer a Lloret de Mar, al carrer de Santa Teresa, número 1 (actualment número 5). Fill de Bonosi Piferrer Artau (mariner) i de Francesca Montells Fargas, naturals de Lloret de Mar. Va estudiar llatí a Blanes, retòrica a Olot i filosofia al seminari de Girona. Cap al 1835 va anar a França a estudiar jurisprudència i llengües. A França va conviure amb Eugénie Clarac, amb qui va tenir una filla, Lluïsa. Es va graduar en lleis i en lletres antigues i modernes a la Universitat de París. L'any 1845 va residir a Tolosa, on va exercir com a professor al Collège Royal. L'any 1846 es va traslladar a Madrid, on va exercir com a professor d'idiomes. Segons diverses fonts va obtenir una càtedra com a professor de francès i anglès a la Universitat Central de Madrid. Possiblement a mitjans de 1849 es va casar amb Maria Siqués, natural d'Olot, amb qui va tenir dos fills, Felip i Gemma. Fou membre de la Reial Acadèmia Espanyola d'Arqueologia i de diverses acadèmies, com les d'Arqueologia d'Almeria i de Sevilla, dels Quirites de Roma, de la Ciència i Literatura de Granada i de les Ciències, Belles Arts i Nobles Arts de Còrdova. Es desconeix, amb exactitud el lloc i la data de la seva mort, tot i que segons alguns estudis podria haver mor a Madrid, cap al 1883.En un article a La Veu de Catalunya en dona com a data de defunció el 14 de maig de 1863.

## Obres
Va publicar una quinzena d'obres didàctiques de filosofia, genealogia, heràldica i idiomes. Algunes de les seves obres principals són:
- “Vocabulario de faltriquera francés-español y español francés”. Tolosa, 1841.
- “El idioma francés puesto al alcance de todos o Método Natural para aprender el francés de un modo fácil y agradable sin cansar la memoria”. Madrid, 1847.
- “El idioma inglés puesto al alcance de todos”. Madrid, 1852.
- “El ser y la nada. Reflexiones tocantes al Ser Supremo, al universo, a la existencia y a la inmortalidad del alma, al porvenir del hombre y a la eternidad”. Madrid, 1852.
- “Tratado de Heráldica y Blasón”. Madrid, 1854.
- “Nobiliario de los reinos y señorios de España”. Madrid, 1856-1861.
- “Diccionario de la ciencia heráldica”. Madrid, 1861.